# 伽藍神
伽藍神（がらんじん）は、寺院を守護する神。護伽藍神（ごがらんじん）・守伽藍神・寺神ともいう。伽藍神を祀る堂を伽藍堂という。

## 概説
日本では興福寺の春日権現（春日大社）、延暦寺の山王権現（日吉大社）など諸大寺には特定の守護神がある。
「伽藍を守護する」という点では、鎮守も、伽藍神の一種であるといえるが、通例「伽藍神」といえば、禅宗寺院の仏殿等に祀られる、道教神の姿をした像をいう。日本では、この種の像は中国宋代仏教の影響を受け、鎌倉時代中頃から制作・安置されるようになった。宋の寺院では、土地堂（つちどう/どじどう）に道教神を祀ったが、それが日本に伝えられたものである。禅宗寺院のほか、真言宗の泉涌寺（京都市）や、その末寺である覚園寺などの宋代仏教の影響が大きい寺院にも祀られている。
伽藍神像は、仏殿の隅などに数体まとまって安置されていることが多い。像の形態は立像、倚像（いぞう、腰掛けた形の像）が多く、その服装、ポーズ、表情などはさまざまであるが、中国風の道服を着て冠を被るものが多い。